# Ardo-Kola
Ardo-Kola es una localidad del estado de Taraba, en Nigeria, con una población estimada en marzo de 2016 de 117 300 habitantes.
Se encuentra ubicada al este del país, cerca de la frontera con Camerún.